# ホスホコリン
ホスホコリン（phosphocholine）は、組織内におけるホスファチジルコリン合成の中間体である。ホスホコリンはコリンキナーゼによって触媒されるATP + コリンをホスホコリンとADPに変換する反応によって作られる。ホスホコリンは例えばレシチン中に見出される分子である。
ホスホコリンは線虫やヒト胎盤によってホストの免疫応答を抑制するための翻訳後修飾としても用いられる。
また、C反応性蛋白 (CRP) の結合標的の一つである。したがって細胞が損傷を受けた時、CRPはホスホコリンに結合し、認識および食作用免疫応答を開始する。
ホスファチジルコリン (PC) は鶏卵（およびその他の多くの卵）の天然成分の一つであり、Egg-PCの形でしばしば生体模倣膜の研究に使用されている。様々な原料由来の精製されたPCが購入可能である。PCは通常、天然品（例: EggPC）と合成品に分けられる。

## 摂取

### 食品中のホスホコリン含有量
| 食品名                           | ホスホコリン 含有量(mg/100g) |
| -------------------------------- | ---------------------------- |
| 卵(全卵、生)                     | 0.6                          |
| 牛乳(全乳、3.25%)                | 1.9                          |
| パプリカ(スパイス)               | 3.8                          |
| パセリ(スパイス)                 | 6.6                          |
| 鶏肉(生、皮付き)                 | 3.6                          |
| 鶏レバー(生)                     | 4.1                          |
| シリアル (KELLOGG ALL BRAN ORIG) | 1.7                          |
| アボカド (カリフォルニア)        | 2.5                          |
| バナナ                           | 0.5                          |
| ベーコン(豚、生)                 | 1.4                          |
| 豚ひき肉(生)                     | 0.8                          |
| アスパラガス(生)                 | 2.4                          |
| キャベツ(生)                     | 1.3                          |
| レタス(iceberg、生)              | 1.5                          |
| トマト                           | 1.8                          |
| アーモンド                       | 1.9                          |
| 牛ひき肉(10%脂肪、生)            | 0.3                          |
| 牛レバー(生)                     | 12.0                         |
| 紅鮭(缶)                         | 0.8                          |
| ピーナッツ(生)                   | 1.8                          |
| 大豆(完熟、生)                   | 1.1                          |
| アイスクリーム(バニラ)           | 1.8                          |
| 紅鮭(生)                         | 1.5                          |